# Stazione di Incoronata
Stazione di Incoronata vasútállomás Olaszországban, Puglia régióban, Foggia település Borgo Incoronata nevű frazionéjában.

## Vasútvonalak
Az állomást az alábbi vasútvonalak érintik:
- Ancona–Lecce-vasútvonal

## Kapcsolódó állomások
A vasútállomáshoz az alábbi állomások vannak a legközelebb: 
- Stazione di Ortanova
- Stazione di Foggia